# Srebegan
Srebegan is een bestuurslaag in het regentschap Klaten van de provincie Midden-Java, Indonesië. Srebegan telt 2441 inwoners (volkstelling 2010).